# Interpretação do patrimônio

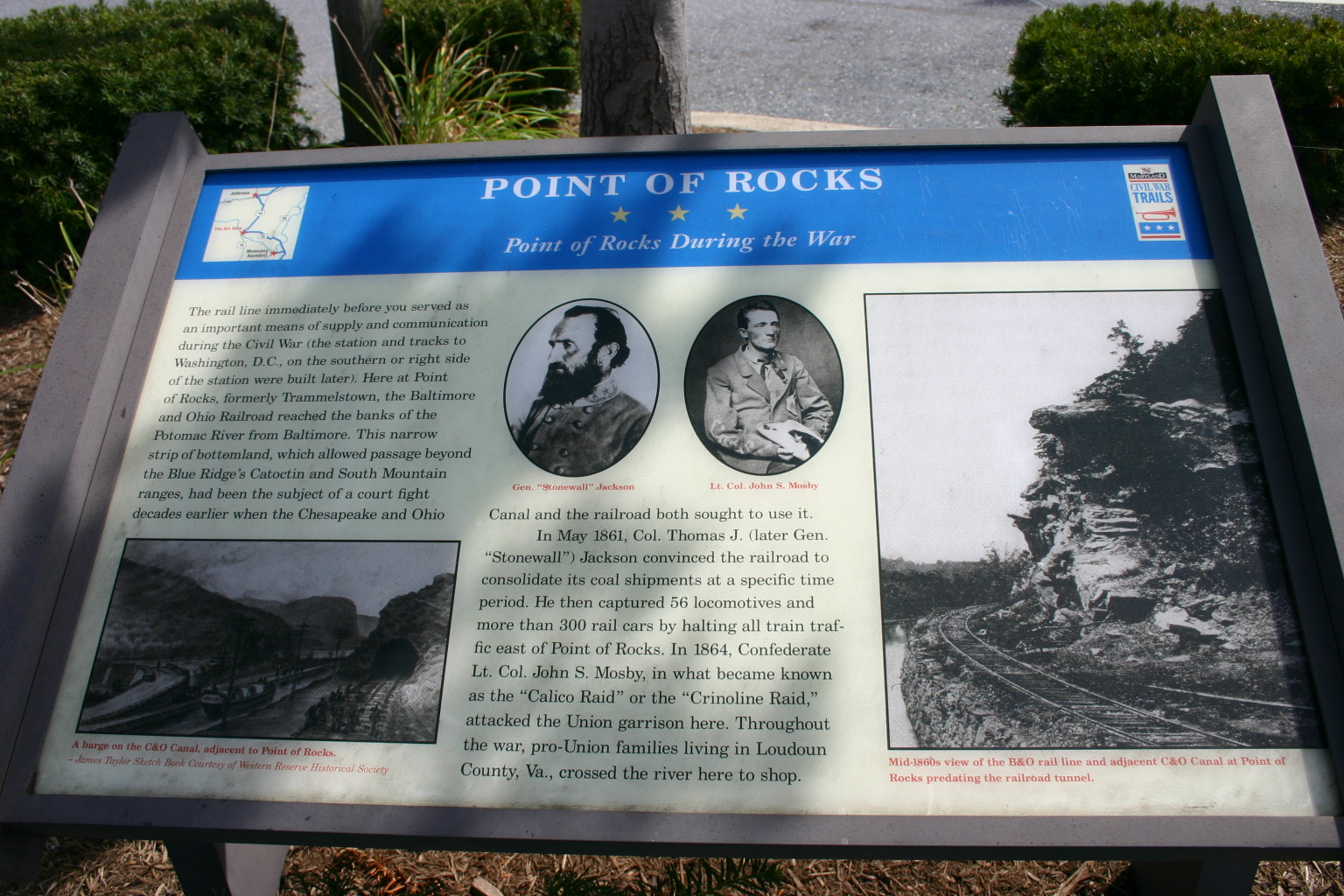
Um painel interpretativo típico sobre os eventos da Guerra Civil Americana. Esses recursos interativos auxiliam na atuação do mediador, relacionando o painel explicativo com seu contexto e ambiente

Interpretação do patrimônio refere-se a todas as maneiras de interligação entre um objeto, espaço ou ambiente dotado de significado ao seu usuário. Esse processo configura-se em um papel ativo e transformador na construção do conhecimento, no qual a instância mediadora possui a responsabilidade de tornar possível a compreensão dos recursos informacionais em questão.
A interpretação do patrimônio pode ser realizada em todo contexto de produção e disseminação de informação, como museus, lugares históricos, parques, galerias de arte, zoológicos, aquários, jardins botânicos, reservas naturais e uma série de outros patrimônios culturais. As estratégias de interpretação podem ser extremamente variadas podendo incluir caminhadas guiadas, palestras, teatro, mostras, placas, etiquetas, obras de arte, folhetos, montagens interativas, audioguias e meios audiovisuais, todos estes contando com a figura de um mediador
Importante salientar o ponto comum entre as diversas estratégias de mediação cultural, que é a promoção do senso crítico e da assimilação da informação como meio de construção do conhecimento.

## Finalidade

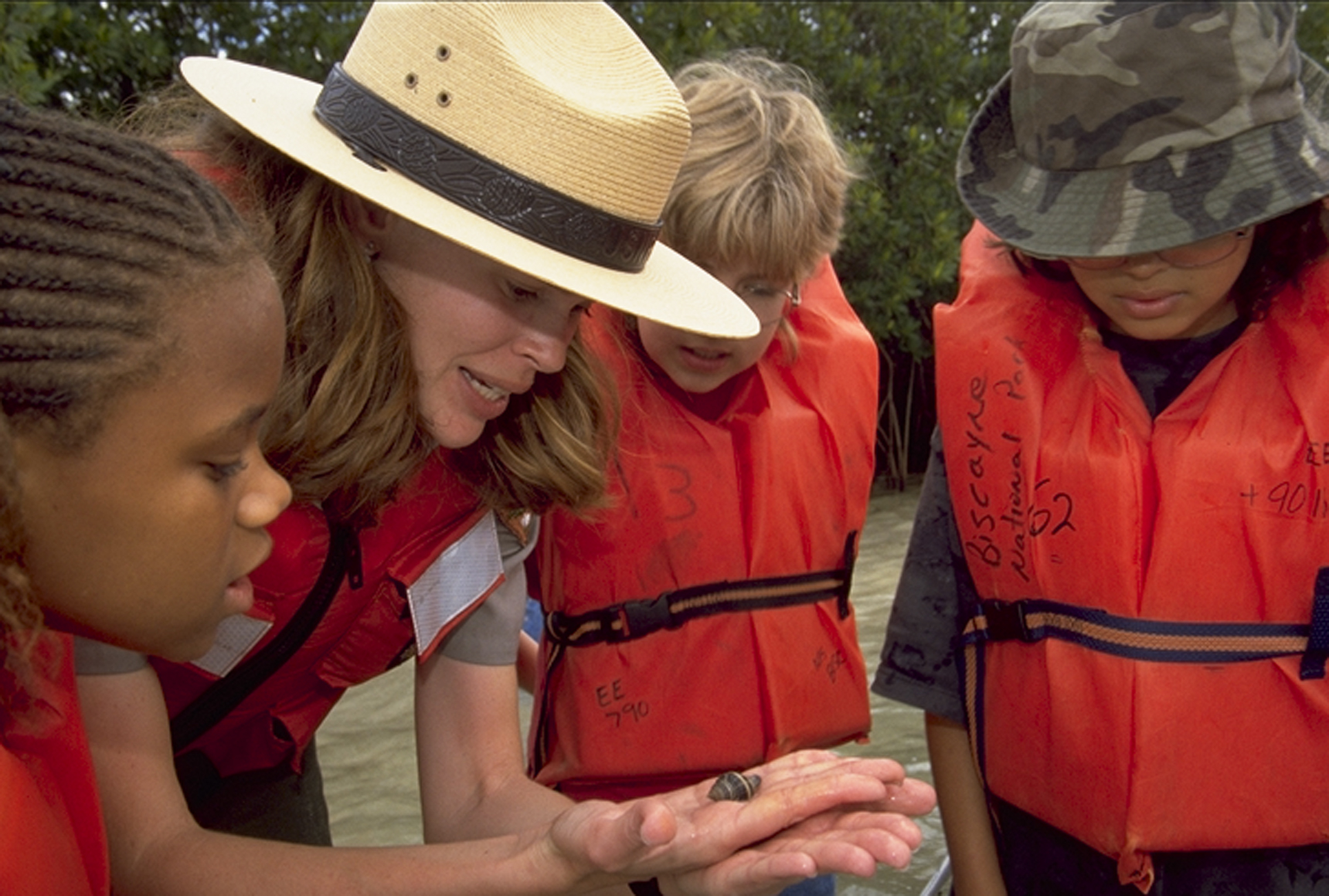
Guarda-florestal do Parque National de Biscayne mostra um caranguejo eremita para crianças

O objetivo da interpretação é a de melhorar e enriquecer a experiência do indivíduo ajudando-o a compreender e apropriar-se dos significados da informação transmitida e de conectar tais significados com suas próprias vidas. Através de um discurso atraente, histórias temáticas sobre fenômenos ambientais e eventos históricos, mediadores visam provocar a reflexão ativa no processo de aprender e pensar sobre as suas experiências. A mediação eficaz permite que os mesmos façam associações entre as informações apresentadas e as suas percepções anteriores. De acordo com Moscardo, a interpretação pode produzir "visitantes conscientes" que estão cuidadosamente processando informações e revendo os significados dos objetos observados ou de elementos intangíveis.

## Definições de Interpretação do patrimônio
Interpretação do patrimônio é uma atividade educativa que visa revelar os significados e as relações através do uso de objetos originais, de experiências em primeira mão, de meios ilustrativos ao invés de simplesmente comunicar a informação factual.
— Freeman Tilden em nome do US National Park Service
Interpretar é ato autônomo e afirmativo de criação. Do mundo e de sentidos para ele.
— Edmir Perroti e Ivete Pieruccini
A interpretação é um processo de comunicação que cria conexões emocionais e intelectuais entre os interesses do público e os
significados inerentes ao patrimônio cultural.— The National Association for Interpretation[carece de fontes?] critério adotado pelo
Projeto Definições (um consórcio de mais de duas duzentas organizações federais e sem fins lucrativos nos Estados Unidos)
A interpretação enriquece nossas vidas através de emoções envolventes, aprimorando experiências e aprofundando a compreensão de pessoas, lugares, eventos e objetos do passado e do presente.— The Association for Heritage Interpretation
Ao se apresentar como um território especial, a interpretação apresenta-se como um elo, capaz de restabelecer diálogos entre os territórios partidos da produção e da recepção, sem contudo subordinar um ao outro, hierarquizá-los ou confundi-los.— Edmir Perrotti 

## Princípios de Tilden da Interpretação do patrimônio
Em seu livro de 1957, "Interpreting Our Heritage", Freeman Tilden definiu os seis princípios da interpretação do patrimônio:
Qualquer interpretação que de alguma forma não relacione o que está sendo exibido ou descrito com algo da personalidade ou da experiência do visitante será estéril.

A informação, como tal, não é a interpretação. A interpretação é uma revelação baseada em informações. Mas estas são coisas completamente diferentes. No entanto, toda a interpretação inclui informações.
A interpretação é uma arte que combina muitas artes, sejam os materiais apresentados científicos, históricos ou arquitetônicos. Qualquer arte é, em certa medida, ensinável.
O objetivo principal da interpretação não é a instrução, mas a provocação.
A interpretação deve visar apresentar o todo ao invés da parte, e deve dirigir-se ao homem na sua entidade plena ao invés de uma fase.

A interpretação dirigida às crianças (até aos 12 anos de idade) não deve ser uma diluição da apresentação para os adultos, mas deve seguir uma abordagem fundamentalmente diferente.Para um máximo proveito ela irá requerer um programa separado.
Durante os últimos 50 anos, os princípios de Tilden permaneceram altamente relevantes para interpretadores de todo o mundo. Em 2002, Larry Beck e Ted Cabo publicaram "Interpretation for the 21st Century - Fifteen Guiding Principles for Interpreting Nature and Culture", reelaborando os princípios originais de  Tilden. Em 2011, Beck e Cabo lançaram uma nova versão de seus princípios: "The Gift of Interpretation".

## Mediação cultural e Infoeducação
O conceito de Infoeducação, cunhado por Edmir Perrotti para nomear o 1º Colóquio Brasil-França de Infoeducação, relaciona-se diretamente com o processo de interpretação do patrimônio à medida que os processos de apropriação do conhecimento são compreendidos como um movimento que torna-se possível somente a partir da ação cognitiva do indivíduo sobre as informações. Sem reflexão não há conhecimento, e tampouco sem informação. Nesse sentido, a Infoeducação atua no sentido de criar ferramentas que incentivem a autonomia e a emancipação intelectual do sujeito.
"De fato, sem estruturas socioculturais que lhes dê apoio, sem instrumentos necessários à atribuição de sentidos às informações, os sujeitos sociais perdem-se nas tramas do conhecimento, sem condições de apropriar-se nem da memória, nem dos saberes de seu tempo, permanecendo incapacitados, portanto, para inventar e projetar o futuro."
"[...] pois é pela vivência efetiva que as aprendizagens vão se dando, até chegar à conceituação."